# Rudolf von Carnall
Rudolf von Carnall (ur. 9 lutego 1804 w Kłodzku, zm. 17 listopada 1874 we Wrocławiu) – niemiecki inżynier, geolog, dyrektor Wyższego Urzędu Górniczego we Wrocławiu.

## Życie i działalność
Od młodych lat związany był z górnictwem. Praktykę górniczą zdobywał w kopalniach wałbrzyskiego i noworudzkiego okręgu górniczego. W latach 1823–1824 studiował jako uczeń górniczy w Berlinie, a po zakończeniu nauki rozpoczął służbę w Urzędzie Górniczym w Tarnowskich Górach, gdzie napisał jedną ze swoich prac naukowych „O pożarach podziemnych w kopalniach węgla kamiennego ze szczególnym uwzględnienie kopalń górnośląskich”. W 1827 roku skomponował utwór Tarnowitzer Glöcklein .
W roku 1839 von Carnall mianowany został górmistrzem (Bergmeister). W tym samym roku z jego inicjatywy w wynajmowanych pomieszczeniach na piętrze Domu Cochlera w Tarnowskich Górach powstała Górnośląska Szkoła Górnicza. Carnall kierował nią do 1844 roku, kiedy to przeniesiony został do służby w Wyższym Urzędzie Górniczym w Bonn z tytułem asesora. Na pożegnanie otrzymał od swoich uczniów porcelanowy serwis – słynny Serwis Carnalla. Podczas pracy w Bonn mianowany został starszym radcą górniczym (Oberbergrat), a w 1847 roku – tajnym radcą górniczym (Geheimer Bergrat). W 1848 roku objął stanowisko w Wydziale Górnictwa, Hutnictwa i Salin w Ministerstwie Handlu, Przemysłu i Robót Publicznych w Berlinie, gdzie pracował przez kolejne 8 lat. W roku 1856 mianowany został starostą górniczym (Berghauptmann) i dyrektorem Wyższego Urzędu Górniczego we Wrocławiu. Dla dolno- i górnośląskiego przemysłu pracował do 1861 roku, kiedy to przeszedł w stan spoczynku.

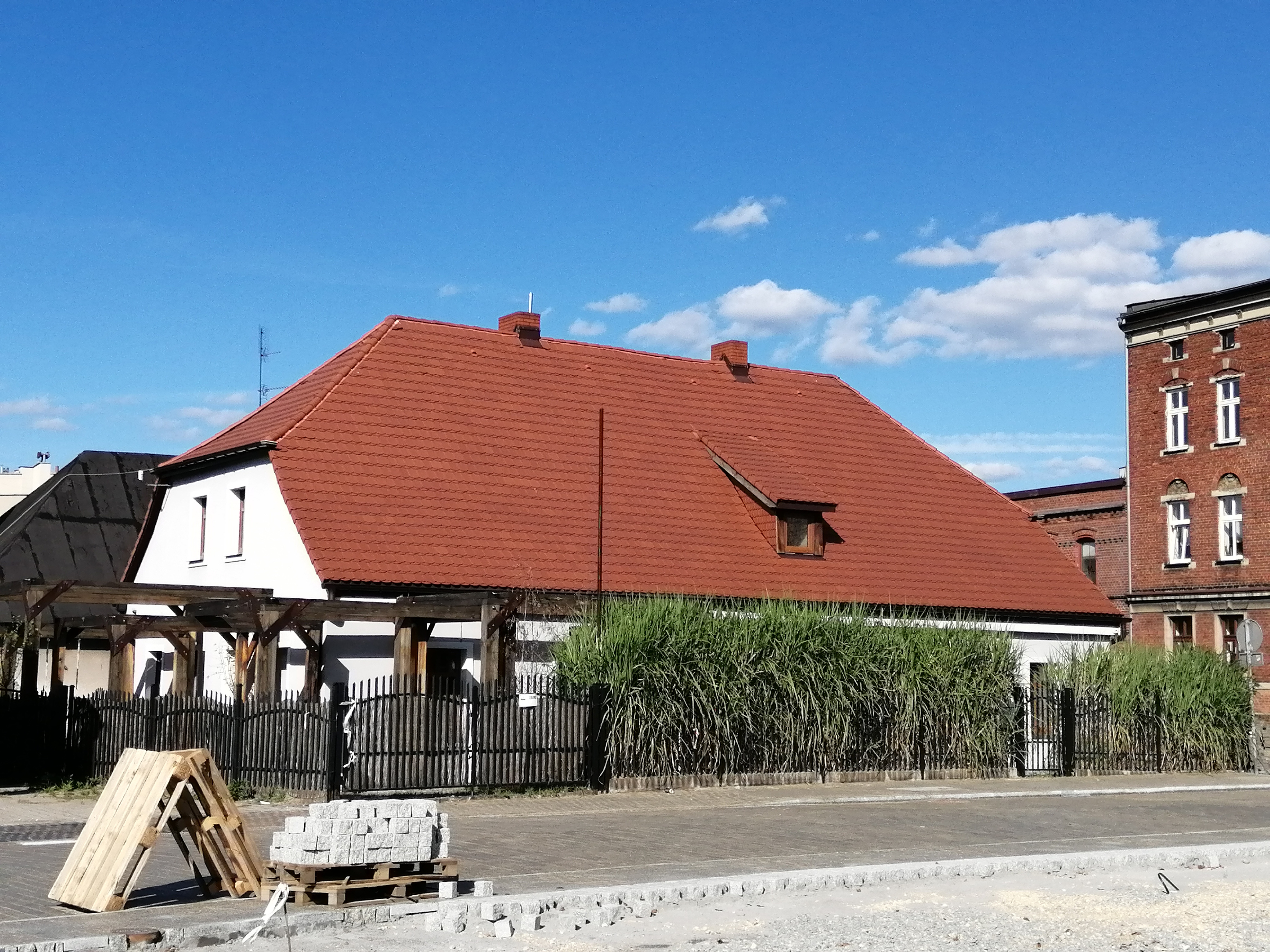
Dom Rudolfa von Carnalla w Tarnowskich Górach (2021)

Był jednym z założycieli i długoletnim prezesem powstałego w 1848 roku Niemieckiego Towarzystwa Geologicznego (Deutsche Geologische Gesellschaft). W latach 1853–1858 był także redaktorem czasopisma Zeitschrift für Berg-, Hütten- und Salinenwesen im preussischen Staate. Jest także autorem wielu rysunków technicznych, projektów i map geologicznych. Część z nich, z autografem autora znajduje się obecnie w zbiorach Muzeum Górnictwa Węglowego w Zabrzu.
Od jego nazwiska nazywano wiele szybów kopalnianych. Jednym z nich jest szyb Carnall byłej kopalni Zabrze, który obecnie przystosowywany jest do pełnienia roli punktu widokowego i atrakcji Skansenu górniczego „Królowa Luiza” w Zabrzu. Od nazwiska Carnalla nazwano także jeden z minerałów: karnalit.
W czerwcu 2011 uchwałą Rady Miejskiej w Tarnowskich Górach jedną z ulic w dzielnicy Śródmieście-Centrum nazwano jego imieniem.